# Gemma Newman
Gemma Newman, coneguda com la Doctora del poder de les plantes, és una doctora en medicina britànica, nutricionista, escriptora i defensora d'una alimentació integral basada en plantes.

## Biografia
Newman va estudiar a la facultat de Medicina de la Universitat de Gal·les i ha treballat com a metgessa des de 2004. És una membre i sòcia principal de l'Orchard Surgery d'Ashford, Surrey. També està qualificada en Reiki i el practica per alleujar el dolor. Newman és una ambaixadora de Plant-Based Health Professionals UK. Ha fet intervencions a Channel 4, Channel 5, ITV i Sky News Sunrise. Newman va aparèixer a la pel·lícula Vegan 2018. Va ser portaveu al VegfestUK i al VegMed Web 2021. Ha donat suport a la campanya "No Meat Way" (Maig sense carn), una petició perquè el públic deixés de menjar carn durant un mes.
Newman promou una alimentació integral basada en plantes (WFPB en anglès) als seus pacients. Una alimentació WFPB prohibeix tots els àpats d'origen animal i posa èmfasi en el consum de fruites, verdures, llegums, cereals integrals, fruits secs i llavors, consumides en el seu estat natural, oposant-se a versions ultraprocessades. Newman ha argumentat que aquesta manera de menjar proporciona fibra alimentària per la salut intestinal i nombrosos antioxidants i fitoquímics que poden reduir el risc de càncer d'intestí, malalties del cor, diabetis del tipus 2 i malalties autoimmunes. Newman va escriure The Plant Power Doctor el 2021, un llibre que inclou receptes WFPB. Va ser nominat pel VegfestUK 2021 com a Llibre basat en plantes preferit de l'any.

## Obres principals
- Newman, Gemma. The Plant Power Doctor: A simple prescription for a healthier you (Includes delicious recipes to transform your health) (en anglès).  Ebury Press, 07-01-2021, p. 304. ISBN 978-1529107746.